# Juan Pascual Calderón
Juan Pascual Calderón fue un político y funcionario puntano y gobernador interino por licencia del gobernador Juan Esteban Pedernera quien solicitó a la legislatura el 25 de junio de 1859 para ausentarse de la Provincia de San Luis en servicio de la Nación durante la guerra con los separatistas del Estado de Buenos Aires. La guardia nacional lo destituyó el 8 de diciembre de 1859 por incentivar el temor y desestabilizar la provincia.
Enfrentó el 23 de octubre la Batalla de la Cañada de Cepeda (1859) entre la Confederación Argentina y el Estado de Buenos Aires resultando vencedores el primero, gran actuación de Juan Esteban Pedernera, en consecuencia Buenos Aires se integra a la Confederación Argentina.
El gobernador Calderón no pudo tomar medidas acertadas para unir las viejas rivalidades entre los unitarios y federales en la provincia. Exigió la renuncia a todos los funcionarios públicos que no eran de su confianza política con la esperanza de asegurarse en el poder, pues pensaba que la guerra contra los separatistas del Estado de Buenos Aires se propagaría por más tiempo y obligaría a Juan Esteban Pedernera a presentar la renuncia o en su defecto la legislatura provincial lo declararía cesante.  
Mando a su hermano Gumersindo Calderón con una fuerza armada a los departamentos del interior provincial para asegurar el triunfo electoral de sus funcionarios de confianza. Los hechos fueron tan escandalosos que la comisión de la Cámara aconsejó la anulación de las elecciones. 
En consecuencia  Juan Pascual Calderón mandó a llamar al vicepresidente de la legislatura Francisco Javier Pena junto con otros diputados con el pretexto de asunto de urgencia calculando formar un quórum.  Cuando estuvieron todos juntos el gobernador  les informó que estaban listos para sesionar. Pena rechazó los medios del cual se había valido el gobernador y que no presidiría la sesión como un acto anticonstitucional y que conllevaría a la nulidad. El gobernador dijo que si el vicepresidente de la legislatura se negaba a sesionar designaría a otro en su lugar. Todos se retiraron de la Casa de Gobierno pretendiendo el gobernador cerrarles el paso. Pena  se adelantó y declaró estar decidido a morir antes de dejarse ultrajar y mancillar un puesto que había jurado sostener con honor y dignidad.
El coronel Loyola se levantó en armas es San Francisco del Monte de Oro tomando preso al Juez de Paz Benicio Orellano, y al comisario de la policía. Después de estos sucesos la legislatura declaró vencido el término legal de la licencia acordada al gobernador Pedernera, y por consiguiente vencido el interinato de Calderón.
Se acordó el llamado de la Guardia Nacional para salvar a la provincia de los males que la estaban azotando.